# Sędziejowice (gmina)
Sędziejowice (do 1931 gmina Wola Wężykowa) – gmina wiejska w województwie łódzkim, w powiecie łaskim. W latach 1975–1998 gmina położona była w województwie sieradzkim.
Siedziba gminy to Sędziejowice. Urząd Gminy Sędziejowice mieści się przy ul. Wieluńskiej 6. Funkcję wójta gminy Sędziejowice od 21 listopada 2018 roku pełni Dariusz Cieślak. 
Według danych z 31 grudnia 2007 gminę zamieszkiwały 6443 osoby.

## Struktura powierzchni
Według danych z roku 2007 gmina Sędziejowice ma obszar 120,04 km², w tym:
- użytki rolne: 64%
- użytki leśne: 27%

Gmina stanowi 19,42% powierzchni powiatu łaskiego.

## Rezerwaty przyrody
Na terenie gminy znajdują się następujące rezerwaty przyrody:
- rezerwat przyrody Grabica – chroni torfowiska przejściowe i niskie oraz eutroficzne bagna z rzadkimi i chronionymi roślinami,
- leśny rezerwat przyrody Jodły Łaskie im. Stanisława Kostki Wisińskiego – Wybitnego Leśnika – chroni ekosystem leśny z udziałem jodły przy północnej granicy zasięgu z licznymi pomnikowymi okazami dębów, jodeł i sosen.

## Sport i rekreacja
Na terenie gminy Sędziejowice istnieje jedyny klub sportowy powstały w marcu 2015 roku – Gminny Klub Sportowy Sędziejowice. Organizacja prowadzi zarówno drużynę seniorską, jak i grupy juniorskie. Seniorzy GKS-u w sezonie 2019/2020 rywalizują w lidze okręgowej. 

## Demografia

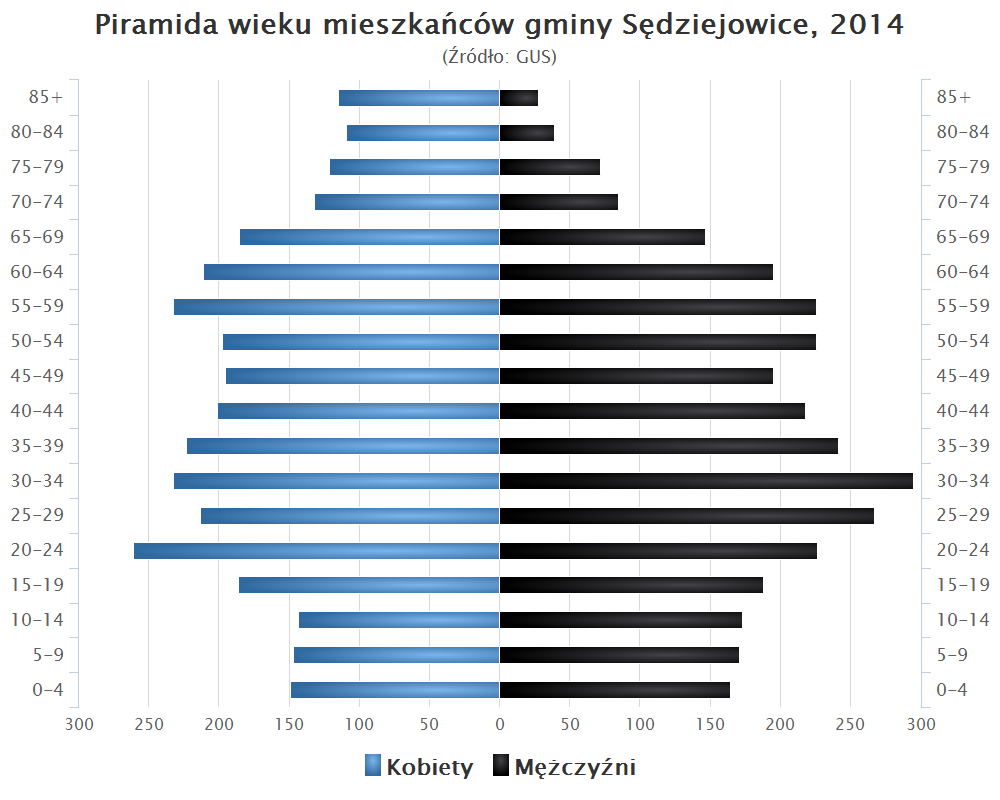
Piramida wieku mieszkańców gminy Sędziejowice w 2014 roku

Dane z 31 grudnia 2007:
| Opis                              | Ogółem | Ogółem | Kobiety | Kobiety | Mężczyźni | Mężczyźni |
| --------------------------------- | ------ | ------ | ------- | ------- | --------- | --------- |
| Jednostka                         | osób   | %      | osób    | %       | osób      | %         |
| Populacja                         | 6443   | 100    | 3257    | 50,6    | 3186      | 49,4      |
| Gęstość zaludnienia [mieszk./km²] | 54     | 54     | 27      | 27      | 27        | 27        |

## Sąsiednie gminy
Buczek, Łask, Widawa, Zapolice, Zelów, Zduńska Wola (gmina wiejska), Zduńska Wola (miasto)